# Communauté de communes du Pays de Bray
Die Communauté de communes du Pays de Bray ist ein französischer Gemeindeverband mit der Rechtsform einer Communauté de communes im Département Oise in der Region Hauts-de-France. Sie wurde am 31. Dezember 1997 gegründet und umfasst 23 Gemeinden. Der Verwaltungssitz befindet sich im Ort Lachapelle-aux-Pots.

## Mitgliedsgemeinden
| Gemeinde                               | Einwohner 1. Januar 2022 | Fläche km² | Dichte Einw./km² | Code INSEE | Postleitzahl |
| -------------------------------------- | ------------------------ | ---------- | ---------------- | ---------- | ------------ |
| Blacourt                               | 576                      | 11,49      | 50               | 60073      | 60650        |
| Cuigy-en-Bray                          | 966                      | 9,81       | 98               | 60187      | 60850        |
| Espaubourg                             | 504                      | 5,99       | 84               | 60220      | 60650        |
| Flavacourt                             | 677                      | 18,51      | 37               | 60235      | 60590        |
| Hodenc-en-Bray                         | 484                      | 9,94       | 49               | 60315      | 60650        |
| Labosse                                | 457                      | 14,22      | 32               | 60331      | 60590        |
| Lachapelle-aux-Pots                    | 1.534                    | 9,85       | 156              | 60333      | 60650        |
| Lalande-en-Son                         | 598                      | 5,99       | 100              | 60343      | 60590        |
| Lalandelle                             | 521                      | 11,23      | 46               | 60344      | 60850        |
| Le Coudray-Saint-Germer                | 857                      | 13,48      | 64               | 60164      | 60850        |
| Le Vaumain                             | 409                      | 8,10       | 50               | 60660      | 60590        |
| Le Vauroux                             | 500                      | 9,74       | 51               | 60662      | 60390        |
| Lhéraule                               | 202                      | 2,76       | 73               | 60359      | 60650        |
| Ons-en-Bray                            | 1.375                    | 13,95      | 99               | 60477      | 60650        |
| Puiseux-en-Bray                        | 397                      | 8,01       | 50               | 60516      | 60850        |
| Saint-Aubin-en-Bray                    | 1.193                    | 6,38       | 187              | 60567      | 60650        |
| Saint-Germer-de-Fly                    | 1.680                    | 19,90      | 84               | 60577      | 60850        |
| Saint-Pierre-es-Champs                 | 679                      | 10,80      | 63               | 60592      | 60850        |
| Sérifontaine                           | 2.798                    | 20,43      | 137              | 60616      | 60590        |
| Talmontiers                            | 648                      | 9,23       | 70               | 60626      | 60590        |
| Villembray                             | 248                      | 6,53       | 38               | 60677      | 60650        |
| Villers-Saint-Barthélemy               | 470                      | 9,90       | 47               | 60681      | 60650        |
| Villers-sur-Auchy                      | 371                      | 8,59       | 43               | 60687      | 60650        |
| Communauté de communes du Pays de Bray | 18.144                   | 244,83     | 74               | –          | –            |